# Ригас, Педро
Пе́трос То́мас «Пе́дро» Ри́гас (англ. Petros Thomas «Pedro» Regas, имя при рождении — Панайо́тис Фома́с Рига́кос (греч. Παναγιώτης Θωμάς Ρηγάκος); 18 апреля 1897, Горани, Лакония, Пелопоннес, Греция — 10 августа 1974, Голливуд, Лос-Анджелес, Калифорния, США) — один из первых американских актёров греческого происхождения в Голливуде.

## Биография
В 1920-х годах Мэри Пикфорд заметила Ригаса на бродвейской сцене, и убедила его поехать в Голливуд, чтобы сниматься в кино. Впоследствии карьера актёра продолжалась на протяжении 50 лет. Он снялся в десятках кинолент и телесериалов, хотя его имя чаще всего не указывалось в титрах.
Старший брат Педро — актёр Джордж Ригас.
Ригас умер 10 августа 1974 года от сердечного приступа. Похоронен на кладбище Hollywood Forever рядом со своим братом.

## Избранная фильмография
| Год  |   | Русское название             | Оригинальное название             | Роль                        |
| ---- | - | ---------------------------- | --------------------------------- | --------------------------- |
| 1932 | ф | Лицо со шрамом               | Scarface: The Shame Of The Nation | Тони                        |
| 1933 | ф | Полёт в Рио                  | Flying Down to Rio                | официант                    |
| 1934 | ф | Вива, Вилья!                 | Viva Villa!                       | Томас                       |
| 1936 | ф | Песня о любви                | Give Us This Night                | рыбак                       |
| 1939 | ф | Хуарес                       | Juarez                            | Антонио Регалес             |
| 1939 | ф | Только у ангелов есть крылья | Only Angels Have Wings            | Панчо                       |
| 1940 | ф | Дорога в Сингапур            | Road to Singapore                 | полицейский Зато            |
| 1940 | ф | Они ехали ночью              | They Drive by Night               | партнёр Гарри               |
| 1943 | ф | По ком звонит колокол        | For Whom the Bell Tolls           | третий солдат               |
| 1944 | ф | Маска Димитриоса             | The Mask of Dimitrios             | сотрудник турецкого морга   |
| 1944 | ф | Конспираторы                 | The Conspirators                  | рыбак                       |
| 1944 | ф | Иметь и не иметь             | To Have and Have Not              | гражданский                 |
| 1945 | ф | Портрет Дориана Грея         | The Picture Of Dorian Gray        | бармен                      |
| 1948 | ф | Тайна за дверью              | Secret Beyond the Door            | официант                    |
| 1952 | ф | Вива, Сапата!                | Viva Zapata!                      | невиновный                  |
| 1953 | с | Дни в Долине Смерти          | Death Valley Days                 | торговец одеждой            |
| 1963 | ф | Безумец из Мандораса         | The Madmen of Mandoras            | президент Хуан Падуя        |
| 1970 | с | Дымок из ствола              | Gunsmoke                          | старик / пожилой мексиканец |
| 1970 | ф | Ангел освобождённый          | Angel Unchained                   | Инджун                      |